# Dalum (Zweden)
Dalum is een plaats in de gemeente Ulricehamn in het landschap Västergötland en de provincie Västra Götalands län in Zweden. De plaats heeft 635 inwoners (2005) en een oppervlakte van 61 hectare.

## Verkeer en vervoer

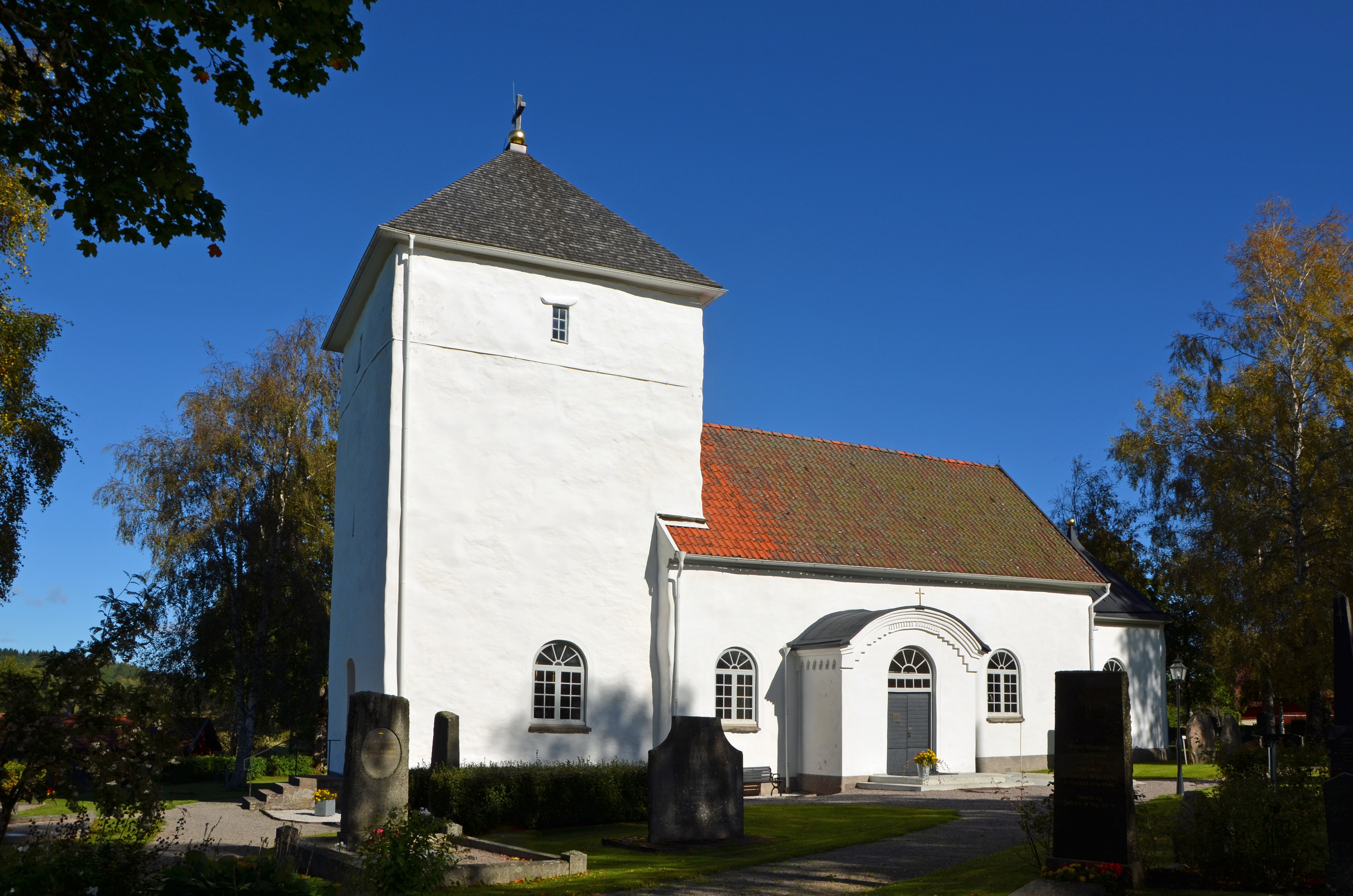
Kerk van Dalum

Bij de plaats loopt de Riksväg 46.